# Pyttipanna

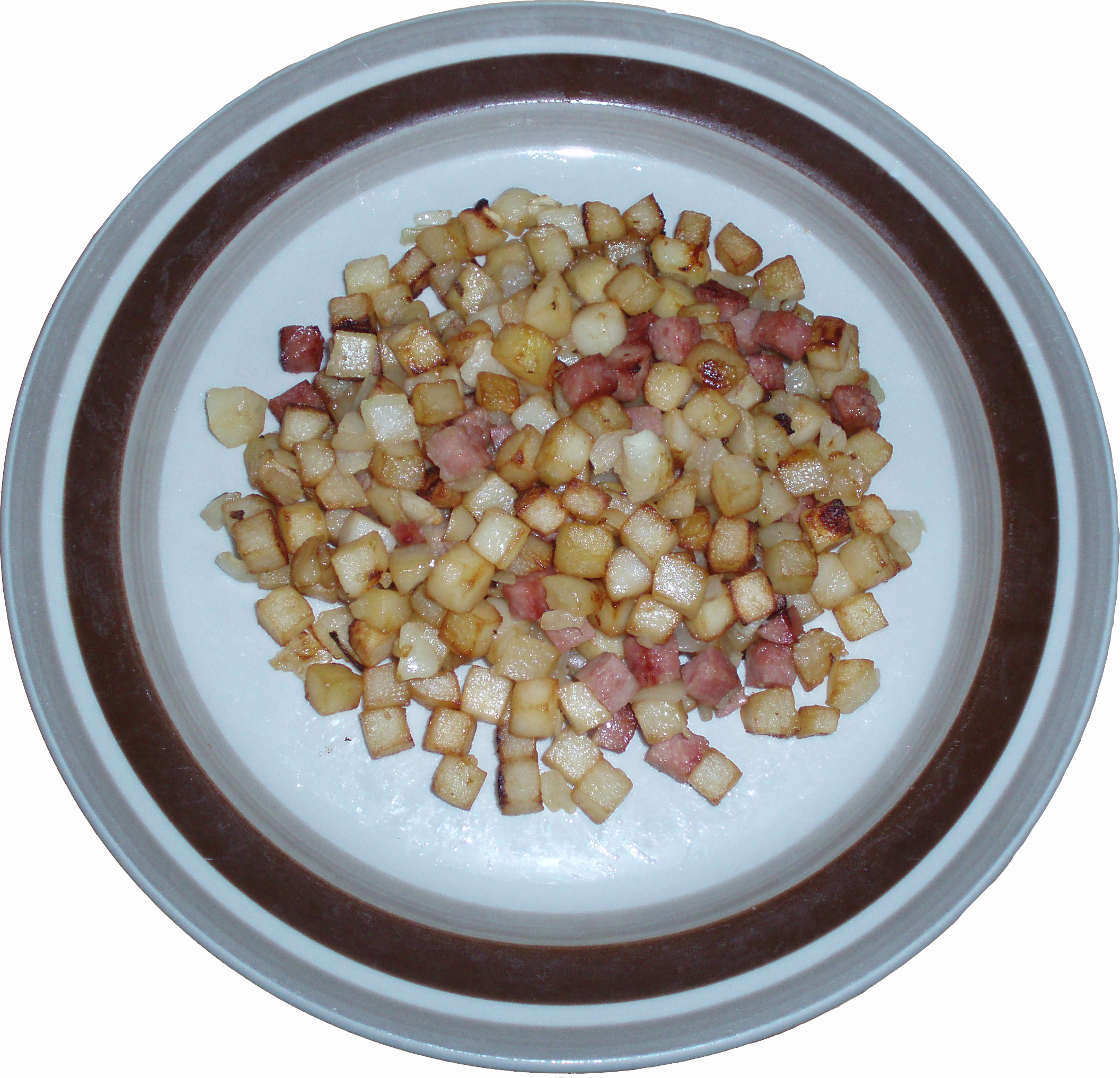
Um prato de pyttipanna.

Pyttipanna ou pytt i panna (em Português: pedaços de comida numa frigideira) é um prato tradicional da culinária da Suécia. É confeccionado com batatas, cebolas e salsicha, restos de carne ou presunto, todos cortados em cubos pequenos e fritos numa frigideira.
É normalmente servido com ovos estrelados, beterraba e pepinos pequeninos em picles. É frequentemente servido também com molhos, tais como o ketchup e a mostarda.
Originalmente, era confeccionado com sobras de refeições anteriores. Hoje, é mais comum prepará-lo com ingredientes frescos. Também é possível comprar pyttipanna congelado, em grande parte dos supermercados suecos. 
Existem diversas variantes deste prato, principalmente para responder à população vegetariana crescente.
O pyttipanna é basicamente o mesmo prato que o dinamarquês biksemad, com a diferença de que neste último as batatas e a carne não são cortadas em cubos. É também consumido em grande escala na Finlândia, onde é conhecido por pyttipannu.
A versão servida com natas é conhecida por pytt bellman.
Por vezes, o seu nome é abreviado para pytt, sendo também chamado "Hänt i veckan" ("Aconteceu esta semana", que é também o nome de um jornal sueco), reflectindo a sua origem de aproveitamento de restos.